# Bruz László
Bruz László (? – 1786) orvos.

## Élete
Szászvárosi származású magyar nemes; középiskoláit szülővárosában és Nagyenyeden végezte. A bécsi egyetemen szerzett orvosi diplomát. Doktori értekezésében a réti  harmatkása (mannakása, boszorkánykása) epilepsziában történő alkalmazásáról írt.
Hazájába visszatérte után gyakorló orvos és Hunyad megye orvosa lett. 1778-ban esküvője alkalmából Fogarasi Pap József írt üdvözlő verset Egy tanult orvos doktor, ugymint Tek. Tiszt. Bruz László úr… csudálatos bágyadásának és abból egy nemes Liliomszál, ugymint Tek., Ns. Száraz Mária leány-asszony által lett kivánatos meggyógyulásának rövid historiája: melyet együgyűen leirt az említett doctor urnak egy tisztelője és barátja címmel (Szeben, 1778). 

## Munkái
- Dissertatio inaug. medica de gramine mannae sive festuca flintante. Viennae. 1775.
- Házi patika. Nyomatott a ref. kolleg. betűivel. Kolozsvár. 1781.